# Allocosa nigella
Allocosa nigella là một loài nhện trong họ wolfspinnen (Lycosidae).
Loài này thuộc chi Allocosa. Allocosa nigella được Lodovico di Caporiacco miêu tả năm 1940.